# テン・エイティ スノーボーディング
『テン・エイティ スノーボーディング』（1080° Snowboarding）は、1998年2月28日に任天堂から発売されたスポーツアクションゲームである。アメリカでは同年4月1日、ヨーロッパでは同年11月30日に発売。

## 概要
スノーボードで雪山を滑り、ライバルを相手にレースを行ったり、トリックを成功させると入手できるスコアで競ったりする。宮本茂がプロデューサーを、永田権太が作曲を務めた。
スノーボードメーカーのLamarの協力を得ており、1999年モデルのLamarのスノーボードを使用する。バーチャルコンソール版は、ファンタなどの実名メーカーの表記が削られた『ウエーブレース64』と異なり、Lamarのスノーボードがそのまま登場している。
タイトルのテンエイティとは1080度水平方向にスピンするスノーボードのトリック名称である。今作の正式名称は片仮名で『テン・エイティ スノーボーディング』と表記するが、ゲームロゴには数字で表記した「1080°」が大きく使われているため、片仮名ではなく「1080°」と書き記す場合も多い。
続編として『テン・エイティ シルバーストーム』が発売された。
『テン・エイティ』シリーズは同社の『ウェーブレース』シリーズと世界がリンクしており、両シリーズに登場するキャラクターも存在している。
Wii、Wii Uのバーチャルコンソールで配信されたほか、2023年12月8日から『NINTENDO 64 Nintendo Classics』にて配信が開始。

## システム

### 操作方法
以下の説明はNINTENDO 64のコントローラのボタン名称を用いる。
- 3Dスティックを左右に倒すことでキャラクターがターンする。後ろ方向に倒しながら左右にターンするとエッジが利く。滑走スピードが落ちているときに前方向に倒すと、スノーボードを前に押し出す。
- Zボタンでしゃがむ。しゃがむと滑走スピードが上がるがエッジが利かなくなる。ジャンプの着地時にしゃがむと転倒しにくくなる。
- Aボタンを押し続け、離すとジャンプする。押し続けた時間によるジャンプ力が変化する。
- Bボタンは空中のグラブ系トリックに使用する。3Dスティックとの組み合わせが可能。倒した方向によりボードをつかむ部位や位置が変化する。Bボタンを押し続ければグラブの姿勢を保ち続け、スコアが増える。
- Rボタンと3Dスティックで空中のスピン系トリック。回転数が多くなればなるほどコマンドが難しくなり、BボタンやZボタンの操作も加わっていくが、その分スコアが高くなる。タイトルにあるテンエイティ(3回転)を繰り出すには、空中でRボタンを押しながら3Dスティックを1回転させた後、Rボタンを押しながら3Dスティックを更に1回転させると同時にBボタンを押し、更にその後Rボタンを押しながら3Dスティックをもう一度1回転させると同時にBボタンとZボタンを押す必要がある。大ジャンプをしたときに確実に素早くコマンドを成功させなければならない。
- トリックはキャラクターによって出せないものがある。
- スタンスの逆方向で滑走している場合は、トリックの3Dスティックのコマンドが左右逆になる。

### ルール
トリックは着地に失敗すると成功とみなされない。着地に失敗した場合や、その他キャラクターにダメージがあった場合は、マッチ・レース、タイム・アタック、2P対戦モードでは画面に表示されるダメージメーターが増え、メーターが全て点灯するとリタイヤとなる。
トリックはコンボが可能。スコアが高くなる。
コース滑走前にはレギュラースタンスかグーフィースタンスを選択するが、どちらを選択しても不自由はない（ただし前述の通り、スタンスの逆方向で滑走している場合は、トリックの3Dスティックのコマンドが左右逆になる）。

## 内容

### モード
マッチ・レース
CPUと1対1でレースを行うモード。いくつかのレベル（難易度）から構成され、レベルにより滑るコースが決められているが、対戦するライバルはランダムで決められる。最初はノーマルレベルしか選択できない。レースに負けたりリアイアしたりすると残機が減り、全て無くなるとゲームオーバー。タイムは上位3位までセーブ可能。
タイム・アタック
1人でコースを滑走し、より早くゴールを目指すモード。タイムは上位3位までセーブ可能。ゴーストのセーブとロードも可能。
トリック・アタック
1人でコースを滑走し、トリックを決めてハイスコアを目指すモード。制限時間が短めに設定されており、コース上に配置されたチェックポイントを通過することで制限時間が延長される。ゴーストのセーブとロードも可能。
コンテスト
1人でコースを滑走し、スラロームのようにチェックフラグを左右に通過してゴールするレースと、トリックによりスコアを稼ぐレースが組み合わさった、総合力が試されるモード。全5コースの総合得点を競う。タイムは上位3位までセーブ可能。
2P対戦
上下に画面を分割し、2人でレースを行う対戦モード。一部コース上のオブジェクトが省略されている。ハンディキャップの設定が可能。
トレーニング
1人でトレーニングモード専用のコースを滑走し、基本操作やトリックの練習を行うモード。トレーニングモード時のみ、画面にトリックのコマンドを表示させることができる。トレーニングモード専用のコースは、一般的なゲレンデとハーフパイプから選択。
オプション
言語選択で英語に変更することができる。メニュー画面などの文字が全て英語になる。

### コース
コース内の雪質はいくつかの種類からなり、ノーマルの圧雪の他、雪の深い新雪やエッジの利きにくいアイスバーンなどがある。
クリスタル レイク
最も基本的なコース。大ジャンプができる大きな崖が特徴。
クリスタル ピーク
連続カーブがある。ゴール付近はクリスタル レイクに合流する形となる。
ゴールデン フォレスト
木などの障害物が多い。途中、凍りついた川の上を滑走する。
マウンテン ヴィレッジ
途中道路がコースとなる。ゴール付近は村となっている。
ドラゴン ケイブ
今作で最も距離のあるコース。吊り橋を滑走する部分もある。
デッドリー フォール
コースの幅が広く、今作で最も自由度の高いコース。自然の雪山。

### キャラクター
5人は「ヴァーティカル・エアーズ」というチームに所属しているという設定である。次のキャラクターの他にも隠れキャラクターが存在する。
木町 剣介（きまち けんすけ）
日本国籍の男性。19歳。日本ではかなりの腕前だと認められているが、世界には他にも上がいるということでチームに加入。興味のないものには冷たい。オールマイティな能力をもつ。『大乱闘スマッシュブラザーズDX』にフィギュアとして登場している。
速水 あかり（はやみ あかり）
日本国籍の女性。17歳。アメリカンスクールに通っている高校生。『ウエーブレース64』の速水 涼太の妹。兄の涼太は剣介の友達で、ボードは涼太に買ってもらったもの。バランスが良い。『大乱闘スマッシュブラザーズ SPECIAL』にスピリットとして登場している。
リッキー・ウインターボーン
カナダ国籍の男性。14歳。ボードメーカーの社長令息。やや生意気な性格。テクニックとジャンプ力に優れている。
ロブ・ヘイウッド
アメリカ合衆国国籍の男性。20歳。荒削りだが腕の良い、サングラスをかけた男。チームの創設者であるリッキーの父親に注目され、チームに加入。テクニックと滑走スピードに優れている。
ディオン・ブラスター
イギリス国籍の男性。28歳。かなり短気な性格。滑走スピードが速い。

## 関連商品
テン・エイティ スノーボーディング オリジナルサウンドトラック
ポニーキャニオン・1998年5月20日発売